# هورن‌بوستل-زاکس
هورن‌بوستل-زاکس یا زاکس-هورن‌بوستل (به انگلیسی: Hornbostel–Sachs) یک نظام طبقه‌بندی برای سازهای موسیقی است که توسط ویکتور شارل ماهیون پایه‌گذاری، و سپس توسط موسیقی‌دان آلمانی، کورت زاکس و اریش موریتز فون هورن‌بوستل موسیقی‌دان و تاریخ‌شناس اتریشی در سال ۱۹۱۴ کامل شد. اساس این رده‌بندی بر طبق نوع لرزش ماده در سازها و مبانی آکوستیکی است و به ۴ گروه تقسیم می‌شود که عبارتند از: خودصداها، پوست‌صداها، زه‌صداها و هواصداها؛ که بعدها برقی‌صداها نیز به عنوان پنجمین رده به آن‌ها اضافه شد.

## تاریخچه
سازها در ابتدا بر اساس نظام موسیقی ارکستری طبقه‌بندی می‌شدند و شامل سازهای زهی، بادی، بادی برنجی و پرکاشن بود. این رده‌بندی بسیار شناخته شده است اما در آن، بسیاری از سازهای دیگر موسیقی لحاظ نمی‌شد و رده‌ها محدود به همین سازها بودند و همچنین افزودن سازهای دیگر، باعث گمراهی می‌شد. با ایجاد رده‌بندی «هورن‌بوستل-زاکس» هر سازی می‌تواند براساس نوع صدا دهی و ابزار آن در رده‌بندی گنجانده شود.

## ساختار
ساختار این نظام، به صورت رده‌بندی درختی است و طوری طراحی شده است که با جزئیات کامل باشد. در این سیستم به هر گروه یک عدد نسبت داده می‌شود: ۱ برای ایدیوفون‌ها، ۲ برای ممبرافون‌ها، ۳ برای کوردوفون‌ها و ۴ برای آئروفون‌ها. سپس برای زیرمجموعه‌های هر بخش نیز، عددی در کنار اولی می‌آید، مانند «ایدیوفون‌های ضربه‌ای» که با ۱۱ نشان داده می‌شوند. به همین صورت رده‌ها جزئی‌تر می‌شوند تا ساختار کامل شود.

## ۱: ایدیوفون‌ها
ایدیوفون‌ها اولین بخش این رده را تشکیل می‌دهند. شمارهٔ در نظر گرفته شده برای آن‌ها ۱ است و به ۴ زیر بخش کلی تقسیم می‌شوند:
- ۱۱: ایدیوفون‌های ضربه‌ای
- ۱۲: ایدیوفون‌های انقباضی یا کششی
- ۱۳: ایدیوفون‌های سایشی
- ۱۴: ایدیوفون‌های دمیدنی.

هرکدام از زیربخش‌ها نیز از زیرمجموعه‌های بسیاری تشکیل می‌شوند.

### ۱۱: ایدیوفون‌های ضربه‌ای
این سازها با زدن ضربه ایجاد صدا کرده و به دو بخش تقسیم می‌شوند:
- ۱۱۱: ضربهٔ مستقیم
- ۱۱۲: ضربهٔ غیرمستقیم